# Ферфілд (округ, Коннектикут)
Шаблон:StateAbbr_ 41°14′ пн. ш. 73°22′ зх. д. / 41.23° пн. ш. 73.37° зх. д.
Фе́рфілд (англ. Fairfield County) — округ (графство) у штаті Коннектикут, США. Ідентифікатор округу 09001.

## Населені пункти
В склад округу входять 5 міст (сіті) та 18 містечок (таун).
Міста
| Місто     | Населення, осіб | Рік  |
| --------- | --------------- | ---- |
| Бріджпорт | 144229          | 2010 |
| Данбері   | 79743           | 2009 |
| Норволк   | 85603           | 2010 |
| Стемфорд  | 122643          | 2010 |
| Шелтон    | 38101           | 2000 |

Містечка
| Містечко    | Населення, осіб | Рік  |
| ----------- | --------------- | ---- |
| Бетел       | 18760           | 2005 |
| Брукфілд    | 16354           | 2005 |
| Вестон      | 10276           | 2005 |
| Вестпорт    | 26615           | 2005 |
| Вілтон      | 17960           | 2005 |
| Гринвіч     | 62368           | 2009 |
| Даріен      | 20452           | 2005 |
| Істон       | 7488            | 2005 |
| Монро       | 19650           | 2005 |
| Нью-Канаан  | 19984           | 2005 |
| Ньютаун     | 26996           | 2005 |
| Нью-Ферфілд | 14261           | 2005 |
| Реддінг     | 8270            | 2000 |
| Ріджфілд    | 24210           | 2005 |
| Стретфорд   | 49943           | 2005 |
| Трамбулл    | 36018           | 2005 |
| Ферфілд     | 59404           | 2010 |
| Шерман      | 3827            | 2000 |

## Демографія
За даними перепису 
2000 року 
загальне населення округу становило 882567 осіб, зокрема міського населення було 846372, а сільського — 36195.
Серед мешканців округу чоловіків було 426127, а жінок — 456440. В окрузі було 324232 домогосподарства, 228399 родин, які мешкали в 339466 будинках.
Середній розмір родини становив 3,18.
Віковий розподіл населення поданий у таблиці:
| Стать    | До 15 років | 15-21 | 22-29 | 30-39 | 40-49 | 50-65 | 65-85 | Понад 85 |
| -------- | ----------- | ----- | ----- | ----- | ----- | ----- | ----- | -------- |
| Чоловіки | 99245       | 34874 | 38520 | 70216 | 68869 | 66747 | 43411 | 4245     |
| Жінки    | 94249       | 33042 | 39045 | 74900 | 72133 | 73564 | 58161 | 11346    |

## Суміжні округи
- Лічфілд — північ
- Нью-Гейвен — схід
- Нассау, Нью-Йорк — південь
- Саффолк, Нью-Йорк — південь
- Вестчестер, Нью-Йорк — південний захід
- Патнем, Нью-Йорк — захід
- Дачесс, Нью-Йорк — північний захід

## Виноски
1. ↑  U.S. Decennial Census. United States Census Bureau. Архів оригіналу за 26 квітня 2015. Процитовано 11 червня 2014.
2. ↑  Historical Census Browser. University of Virginia Library. Архів оригіналу за 11 серпня 2012. Процитовано 11 червня 2014.
3. ↑  Population of Counties by Decennial Census: 1900 to 1990. United States Census Bureau. Архів оригіналу за 3 січня 2015. Процитовано 11 червня 2014.
4. ↑  Census 2000 PHC-T-4. Ranking Tables for Counties: 1990 and 2000 (PDF). United States Census Bureau. Архів оригіналу (PDF) за 18 грудня 2014. Процитовано 11 червня 2014.
5. ↑  QuickFacts Connecticut; Fairfield County, Connecticut. U.S. Census Bureau. 31 березня 2018.(англ.) Наведено за англійською вікіпедією.
6. ↑  American FactFinder. Бюро перепису населення США. Архів оригіналу за 26 лютого 2012. Процитовано 31 січня 2008. [Архівовано 2008-05-21 у Wayback Machine.]

| Прапор США | Це незавершена стаття про Сполучені Штати Америки. Ви можете допомогти проєкту, виправивши або дописавши її. |